# Joppa claripleuralis
Joppa claripleuralis är en stekelart som beskrevs av Embrik Strand 1923. Joppa claripleuralis ingår i släktet Joppa och familjen brokparasitsteklar. Inga underarter finns listade i Catalogue of Life.